# Gerbilliscus gambianus
Gerbilliscus gambianus — вид гризунів родини мишевих (Muridae).

## Таксономічні примітки
Таксон відокремлено від G. kempii.

## Поширення
Сенегал, Гамбія, Малі, Нігер, Чад.